# Campeonato Mundial de Snooker de 2021
El Campeonato Mundial de Snooker de 2021 (conocido en inglés y por motivos de patrocinio como 2021 Betfred World Snooker Championship) fue un torneo de snooker profesional y de ranking que se celebró entre el 17 de abril y el 3 de mayo en el Crucible Theatre de la ciudad inglesa de Sheffield. Organizado por el World Snooker Tour, fue el cuadragésimo quinto Campeonato Mundial de Snooker que se disputó de forma consecutiva en el Crucible, que había acogido una edición por primera vez en 1977. El torneo contó con el patrocinio de la casa de apuestas Betfred y fue el decimoquinto y último de ranking de la temporada 2020-21. Mark Selby, que se impuso (18-15) en la final a Shaun Murphy, se coronó campeón del mundo por cuarta vez.

## Resultados

### Cuadro de la fase final
Entre paréntesis, se indica el puesto en el que accedieron al torneo los jugadores que llegaron al Crucible como cabezas de serie. Recalcado en negrita figura el ganador de cada partido:
|  | primera ronda (mejor de 19) | primera ronda (mejor de 19) |                              |    | segunda ronda (mejor de 25) | segunda ronda (mejor de 25) |  |  | cuartos de final (mejor de 25) | cuartos de final (mejor de 25) |  |  | semifinales (mejor de 33) | semifinales (mejor de 33) |  |  | final (mejor de 35) | final (mejor de 35) |
|  |                             |                             |                              |    |                             |                             |  |  |                                |                                |  |  |                           |                           |  |  |                     |                     |
|  | 17 de abril                 |                             |                              |    |                             |                             |  |  |                                |                                |  |  |                           |                           |  |  |                     |                     |
|  |                             |                             |                              |    |                             |                             |  |  |                                |                                |  |  |                           |                           |  |  |                     |                     |
|  | Ronnie O'Sullivan (1)       | 10                          |                              |    |                             |                             |  |  |                                |                                |  |  |                           |                           |  |  |                     |                     |
|  | Ronnie O'Sullivan (1)       | 10                          | 22 y 23 de abril             |    |                             |                             |  |  |                                |                                |  |  |                           |                           |  |  |                     |                     |
|  | Mark Joyce                  | 4                           |                              |    |                             |                             |  |  |                                |                                |  |  |                           |                           |  |  |                     |                     |
|  | Mark Joyce                  | 4                           | Ronnie O'Sullivan (1)        | 12 |                             |                             |  |  |                                |                                |  |  |                           |                           |  |  |                     |                     |
|  | 18 y 19 de abril            |                             | Ronnie O'Sullivan (1)        | 12 |                             |                             |  |  |                                |                                |  |  |                           |                           |  |  |                     |                     |
|  |                             | Anthony McGill (16)         | 13                           |    |                             |                             |  |  |                                |                                |  |  |                           |                           |  |  |                     |                     |
|  | Anthony McGill (16)         | Anthony McGill (16)         | 13                           | 10 |                             |                             |  |  |                                |                                |  |  |                           |                           |  |  |                     |                     |
|  | Anthony McGill (16)         |                             | 27 y 28 de abril             | 10 |                             |                             |  |  |                                |                                |  |  |                           |                           |  |  |                     |                     |
|  | Ricky Walden                | 5                           |                              |    |                             |                             |  |  |                                |                                |  |  |                           |                           |  |  |                     |                     |
|  | Ricky Walden                | 5                           | Anthony McGill (16)          | 12 |                             |                             |  |  |                                |                                |  |  |                           |                           |  |  |                     |                     |
|  | 19 y 20 de abril            |                             | Anthony McGill (16)          | 12 |                             |                             |  |  |                                |                                |  |  |                           |                           |  |  |                     |                     |
|  |                             | Stuart Bingham              | 13                           |    |                             |                             |  |  |                                |                                |  |  |                           |                           |  |  |                     |                     |
|  | Ding Junhui (9)             | Stuart Bingham              | 13                           | 9  |                             |                             |  |  |                                |                                |  |  |                           |                           |  |  |                     |                     |
|  | Ding Junhui (9)             | 25 y 26 de abril            |                              | 9  |                             |                             |  |  |                                |                                |  |  |                           |                           |  |  |                     |                     |
|  | Stuart Bingham              | 10                          |                              |    |                             |                             |  |  |                                |                                |  |  |                           |                           |  |  |                     |                     |
|  | Stuart Bingham              | 10                          | Stuart Bingham               | 13 |                             |                             |  |  |                                |                                |  |  |                           |                           |  |  |                     |                     |
|  | 17 y 18 de abril            |                             | Stuart Bingham               | 13 |                             |                             |  |  |                                |                                |  |  |                           |                           |  |  |                     |                     |
|  |                             | Jamie Jones                 | 6                            |    |                             |                             |  |  |                                |                                |  |  |                           |                           |  |  |                     |                     |
|  | Stephen Maguire (8)         | Jamie Jones                 | 6                            | 4  |                             |                             |  |  |                                |                                |  |  |                           |                           |  |  |                     |                     |
|  | Stephen Maguire (8)         |                             | 29 y 30 de abril y 1 de mayo | 4  |                             |                             |  |  |                                |                                |  |  |                           |                           |  |  |                     |                     |
|  | Jamie Jones                 | 10                          |                              |    |                             |                             |  |  |                                |                                |  |  |                           |                           |  |  |                     |                     |
|  | Jamie Jones                 | 10                          | Stuart Bingham               | 15 |                             |                             |  |  |                                |                                |  |  |                           |                           |  |  |                     |                     |
|  | 18 y 19 de abril            |                             | Stuart Bingham               | 15 |                             |                             |  |  |                                |                                |  |  |                           |                           |  |  |                     |                     |
|  |                             | Mark Selby (4)              | 17                           |    |                             |                             |  |  |                                |                                |  |  |                           |                           |  |  |                     |                     |
|  | John Higgins (5)            | Mark Selby (4)              | 17                           | 10 |                             |                             |  |  |                                |                                |  |  |                           |                           |  |  |                     |                     |
|  | John Higgins (5)            | 23 y 24 de abril            |                              | 10 |                             |                             |  |  |                                |                                |  |  |                           |                           |  |  |                     |                     |
|  | Tian Pengfei                | 7                           |                              |    |                             |                             |  |  |                                |                                |  |  |                           |                           |  |  |                     |                     |
|  | Tian Pengfei                | 7                           | John Higgins (5)             | 7  |                             |                             |  |  |                                |                                |  |  |                           |                           |  |  |                     |                     |
|  | 21 de abril                 |                             | John Higgins (5)             | 7  |                             |                             |  |  |                                |                                |  |  |                           |                           |  |  |                     |                     |
|  |                             | Mark Williams (12)          | 13                           |    |                             |                             |  |  |                                |                                |  |  |                           |                           |  |  |                     |                     |
|  | Mark Williams (12)          | Mark Williams (12)          | 13                           | 10 |                             |                             |  |  |                                |                                |  |  |                           |                           |  |  |                     |                     |
|  | Mark Williams (12)          |                             | 27 y 28 de abril             | 10 |                             |                             |  |  |                                |                                |  |  |                           |                           |  |  |                     |                     |
|  | Sam Craigie                 | 4                           |                              |    |                             |                             |  |  |                                |                                |  |  |                           |                           |  |  |                     |                     |
|  | Sam Craigie                 | 4                           | Mark Williams (12)           | 3  |                             |                             |  |  |                                |                                |  |  |                           |                           |  |  |                     |                     |
|  | 20 de abril                 |                             | Mark Williams (12)           | 3  |                             |                             |  |  |                                |                                |  |  |                           |                           |  |  |                     |                     |
|  |                             | Mark Selby (4)              | 13                           |    |                             |                             |  |  |                                |                                |  |  |                           |                           |  |  |                     |                     |
|  | Mark Allen (13)             | Mark Selby (4)              | 13                           | 10 |                             |                             |  |  |                                |                                |  |  |                           |                           |  |  |                     |                     |
|  | Mark Allen (13)             | 24, 25 y 26 de abril        |                              | 10 |                             |                             |  |  |                                |                                |  |  |                           |                           |  |  |                     |                     |
|  | Lyu Haotian                 | 2                           |                              |    |                             |                             |  |  |                                |                                |  |  |                           |                           |  |  |                     |                     |
|  | Lyu Haotian                 | 2                           | Mark Allen (13)              | 7  |                             |                             |  |  |                                |                                |  |  |                           |                           |  |  |                     |                     |
|  | 21 y 22 de abril            |                             | Mark Allen (13)              | 7  |                             |                             |  |  |                                |                                |  |  |                           |                           |  |  |                     |                     |
|  |                             | Mark Selby (4)              | 13                           |    |                             |                             |  |  |                                |                                |  |  |                           |                           |  |  |                     |                     |
|  | Mark Selby (4)              | Mark Selby (4)              | 13                           | 10 |                             |                             |  |  |                                |                                |  |  |                           |                           |  |  |                     |                     |
|  | Mark Selby (4)              |                             | 1 y 2 de mayo                | 10 |                             |                             |  |  |                                |                                |  |  |                           |                           |  |  |                     |                     |
|  | Kurt Maflin                 | 1                           |                              |    |                             |                             |  |  |                                |                                |  |  |                           |                           |  |  |                     |                     |
|  | Kurt Maflin                 | 1                           | Mark Selby (4)               | 18 |                             |                             |  |  |                                |                                |  |  |                           |                           |  |  |                     |                     |
|  | 17 y 18 de abril            |                             | Mark Selby (4)               | 18 |                             |                             |  |  |                                |                                |  |  |                           |                           |  |  |                     |                     |
|  |                             | Shaun Murphy (7)            | 15                           |    |                             |                             |  |  |                                |                                |  |  |                           |                           |  |  |                     |                     |
|  | Neil Robertson (3)          | Shaun Murphy (7)            | 15                           | 10 |                             |                             |  |  |                                |                                |  |  |                           |                           |  |  |                     |                     |
|  | Neil Robertson (3)          | 22, 23 y 24 de abril        |                              | 10 |                             |                             |  |  |                                |                                |  |  |                           |                           |  |  |                     |                     |
|  | Liang Wenbo                 | 3                           |                              |    |                             |                             |  |  |                                |                                |  |  |                           |                           |  |  |                     |                     |
|  | Liang Wenbo                 | 3                           | Neil Robertson (3)           | 13 |                             |                             |  |  |                                |                                |  |  |                           |                           |  |  |                     |                     |
|  | 19 y 20 de abril            |                             | Neil Robertson (3)           | 13 |                             |                             |  |  |                                |                                |  |  |                           |                           |  |  |                     |                     |
|  |                             | Jack Lisowski (14)          | 9                            |    |                             |                             |  |  |                                |                                |  |  |                           |                           |  |  |                     |                     |
|  | Jack Lisowski (14)          | Jack Lisowski (14)          | 9                            | 10 |                             |                             |  |  |                                |                                |  |  |                           |                           |  |  |                     |                     |
|  | Jack Lisowski (14)          |                             | 27 y 28 de abril             | 10 |                             |                             |  |  |                                |                                |  |  |                           |                           |  |  |                     |                     |
|  | Ali Carter                  | 9                           |                              |    |                             |                             |  |  |                                |                                |  |  |                           |                           |  |  |                     |                     |
|  | Ali Carter                  | 9                           | Neil Robertson (3)           | 8  |                             |                             |  |  |                                |                                |  |  |                           |                           |  |  |                     |                     |
|  | 20 y 21 de abril            |                             | Neil Robertson (3)           | 8  |                             |                             |  |  |                                |                                |  |  |                           |                           |  |  |                     |                     |
|  |                             | Kyren Wilson (6)            | 13                           |    |                             |                             |  |  |                                |                                |  |  |                           |                           |  |  |                     |                     |
|  | Barry Hawkins (11)          | Kyren Wilson (6)            | 13                           | 10 |                             |                             |  |  |                                |                                |  |  |                           |                           |  |  |                     |                     |
|  | Barry Hawkins (11)          | 23 y 24 de abril            |                              | 10 |                             |                             |  |  |                                |                                |  |  |                           |                           |  |  |                     |                     |
|  | Matthew Selt                | 3                           |                              |    |                             |                             |  |  |                                |                                |  |  |                           |                           |  |  |                     |                     |
|  | Matthew Selt                | 3                           | Barry Hawkins (11)           | 10 |                             |                             |  |  |                                |                                |  |  |                           |                           |  |  |                     |                     |
|  | 19 de abril                 |                             | Barry Hawkins (11)           | 10 |                             |                             |  |  |                                |                                |  |  |                           |                           |  |  |                     |                     |
|  |                             | Kyren Wilson (6)            | 13                           |    |                             |                             |  |  |                                |                                |  |  |                           |                           |  |  |                     |                     |
|  | Kyren Wilson (6)            | Kyren Wilson (6)            | 13                           | 10 |                             |                             |  |  |                                |                                |  |  |                           |                           |  |  |                     |                     |
|  | Kyren Wilson (6)            |                             | 29 y 30 de abril y 1 de mayo | 10 |                             |                             |  |  |                                |                                |  |  |                           |                           |  |  |                     |                     |
|  | Gary Wilson                 | 8                           |                              |    |                             |                             |  |  |                                |                                |  |  |                           |                           |  |  |                     |                     |
|  | Gary Wilson                 | 8                           | Kyren Wilson (6)             | 12 |                             |                             |  |  |                                |                                |  |  |                           |                           |  |  |                     |                     |
|  | 21 y 22 de abril            |                             | Kyren Wilson (6)             | 12 |                             |                             |  |  |                                |                                |  |  |                           |                           |  |  |                     |                     |
|  |                             | Shaun Murphy (7)            | 17                           |    |                             |                             |  |  |                                |                                |  |  |                           |                           |  |  |                     |                     |
|  | Shaun Murphy (7)            | Shaun Murphy (7)            | 17                           | 10 |                             |                             |  |  |                                |                                |  |  |                           |                           |  |  |                     |                     |
|  | Shaun Murphy (7)            | 24, 25 y 26 de abril        |                              | 10 |                             |                             |  |  |                                |                                |  |  |                           |                           |  |  |                     |                     |
|  | Mark Davis                  | 7                           |                              |    |                             |                             |  |  |                                |                                |  |  |                           |                           |  |  |                     |                     |
|  | Mark Davis                  | 7                           | Shaun Murphy (7)             | 13 |                             |                             |  |  |                                |                                |  |  |                           |                           |  |  |                     |                     |
|  | 18 de abril                 |                             | Shaun Murphy (7)             | 13 |                             |                             |  |  |                                |                                |  |  |                           |                           |  |  |                     |                     |
|  |                             | Yan Bingtao (10)            | 7                            |    |                             |                             |  |  |                                |                                |  |  |                           |                           |  |  |                     |                     |
|  | Yan Bingtao (10)            | Yan Bingtao (10)            | 7                            | 10 |                             |                             |  |  |                                |                                |  |  |                           |                           |  |  |                     |                     |
|  | Yan Bingtao (10)            |                             | 27 y 28 de abril             | 10 |                             |                             |  |  |                                |                                |  |  |                           |                           |  |  |                     |                     |
|  | Martin Gould                | 6                           |                              |    |                             |                             |  |  |                                |                                |  |  |                           |                           |  |  |                     |                     |
|  | Martin Gould                | 6                           | Shaun Murphy                 | 13 |                             |                             |  |  |                                |                                |  |  |                           |                           |  |  |                     |                     |
|  | 17 y 18 de abril            |                             | Shaun Murphy                 | 13 |                             |                             |  |  |                                |                                |  |  |                           |                           |  |  |                     |                     |
|  |                             | Judd Trump (2)              | 11                           |    |                             |                             |  |  |                                |                                |  |  |                           |                           |  |  |                     |                     |
|  | David Gilbert (15)          | Judd Trump (2)              | 11                           | 10 |                             |                             |  |  |                                |                                |  |  |                           |                           |  |  |                     |                     |
|  | David Gilbert (15)          | 25 y 26 de abril            |                              | 10 |                             |                             |  |  |                                |                                |  |  |                           |                           |  |  |                     |                     |
|  | Chris Wakelin               | 4                           |                              |    |                             |                             |  |  |                                |                                |  |  |                           |                           |  |  |                     |                     |
|  | Chris Wakelin               | 4                           | David Gilbert (15)           | 8  |                             |                             |  |  |                                |                                |  |  |                           |                           |  |  |                     |                     |
|  | 20 y 21 de abril            |                             | David Gilbert (15)           | 8  |                             |                             |  |  |                                |                                |  |  |                           |                           |  |  |                     |                     |
|  |                             | Judd Trump (2)              | 13                           |    |                             |                             |  |  |                                |                                |  |  |                           |                           |  |  |                     |                     |
|  | Judd Trump (2)              | Judd Trump (2)              | 13                           | 10 |                             |                             |  |  |                                |                                |  |  |                           |                           |  |  |                     |                     |
|  | Judd Trump (2)              |                             |                              | 10 |                             |                             |  |  |                                |                                |  |  |                           |                           |  |  |                     |                     |
|  | Liam Highfield              | 4                           |                              |    |                             |                             |  |  |                                |                                |  |  |                           |                           |  |  |                     |                     |
|  | Liam Highfield              | 4                           |                              |    |                             |                             |  |  |                                |                                |  |  |                           |                           |  |  |                     |                     |

## Centenas
Los jugadores consiguieron amasar un total de 108 centenas durante la fase final del torneo, lo que rompió el récord histórico. Hubo hasta veintidós jugadores que lograron al menos una. Shaun Murphy se marchó de Sheffield con la más alta del campeonato, un 144 que tejió en su partido de segunda ronda contra Yan Bingtao. Así se repartieron:
- 144, 131, 124, 120, 117, 113, 109, 104, 103, 100, 100 — Shaun Murphy
- 142, 135, 134, 134, 134, 132, 132, 125, 121, 120, 107, 101 — Mark Selby
- 139, 133, 131, 127, 121, 119, 115, 110, 107, 102 — Kyren Wilson
- 139, 116, 102 — Mark Allen
- 138, 137, 124, 112, 105 — Ronnie O'Sullivan
- 138 — Liam Highfield
- 137, 135, 126, 126, 113, 110, 108, 105, 100, 100 — Neil Robertson
- 137, 126, 123, 107 — Barry Hawkins
- 136, 130, 130, 126, 126, 119, 106, 105 — Anthony McGill
- 135, 127, 113, 107 — John Higgins
- 132, 111, 100 — David Gilbert
- 131, 131, 129, 127, 125, 122, 120, 119, 117, 108, 104, 102, 100 — Stuart Bingham
- 130, 116, 101, 100 — Yan Bingtao
- 126 — Liang Wenbo
- 121, 116 — Jack Lisowski
- 121 — Jamie Jones
- 116, 114, 111, 111, 107, 105, 105 — Judd Trump
- 112, 105 — Ricky Walden
- 111, 108, 102, 101 — Mark Williams
- 111 — Tian Pengfei
- 109 — Martin Gould
- 105 — Ding Junhui

### Rondas clasificatorias
En las rondas clasificatorias, hubo 106 centenas. La más alta fue obra de Mark Davis, un 143 en el partido de tercera ronda contra Stuart Carrington.
- 143 — Mark Davis
- 142, 137, 135, 110, 110, 106 — Matthew Selt
- 140, 140, 120, 108 — Stuart Bingham
- 140 — Fergal O'Brien
- 139 — Ali Carter
- 139 — Alexander Ursenbacher
- 138, 131 — Li Hang
- 138 — Lei Peifan
- 137, 134, 125, 122 — Oliver Lines
- 137, 114, 114, 104 — Joe O'Connor
- 137, 112, 103 — Duane Jones
- 136, 113, 102 — Bai Langning
- 136 — Gerard Greene
- 135, 125, 111, 110, 100 — Chang Bingyu
- 135 — Mark Joyce
- 134, 134 — Lukas Kleckers
- 133, 120 — Xiao Guodong
- 133, 105, 104 — Igor Figueiredo
- 132 — Liam Highfield
- 132 — Michael Holt
- 131, 114, 100 — Lyu Haotian
- 131, 108 — Gary Wilson
- 130, 123 — Jak Jones
- 130, 106 — Liang Wenbo
- 130 — Lu Ning
- 126, 120, 107, 100 — Chris Wakelin
- 126, 117, 106 — Sam Craigie
- 125 — Robbie Williams
- 124, 116, 100 — Stuart Carrington
- 124, 104 — Dominic Dale
- 123, 113, 104 — Zhao Jianbo
- 122 — Nigel Bond
- 122 — Si Jiahui
- 121, 114, 110, 108 — Tian Pengfei
- 120, 111 — Mark King
- 119, 106, 104 — Kurt Maflin
- 117, 103, 101, 100, 100 — Jamie Jones
- 114 — Julien Leclercq
- 114 — Michael White
- 110 — Chen Zifan
- 109 — Ricky Walden
- 108, 103 — Fraser Patrick
- 108 — Dylan Emery
- 106 — Pang Junxu
- 105 — Ashley Hugill
- 105 — Yuan Sijun
- 104, 100 — Louis Heathcote
- 103, 102 — Steven Hallworth
- 103, 100 — Martin Gould
- 103 — Elliot Slessor